# Malagueta
La malagueta (Aframomum melegueta) és una planta herbàcia de la família dels zingiberàcies endèmic a l'Àfrica occidental. Antigament rebia el nom de nou de xarc o d'eixarc
Les llavors aromàtiques (de vegades anomenada grans del paradís) es fan servir coma espècia entre d'altres en begudes. És picant al paladar, amb sabor molt similar al pebre negre tot i que menys picant. És coneguda també com a bitxos picants pebre de Guinea o en receptes marroquins kheroua.
La medicina tradicional africana la fa servir per guarir dolors de part, problemes digestius i cura de ferides. Certs components i metabòlits tendrien capacitats antivirals que obren una perspectiva a l'elaboració de medicaments nous.